# 神奈川警察署
神奈川警察署（かながわけいさつしょ）は、横浜市神奈川区に存在する神奈川県警察が管轄する警察署の一つである。

## 概要
横浜市警察部隷下、第二方面に属する大規模警察署であり、署長は警視正。識別章所属表示はNB。
管轄区域内は東海道の古くからの宿場町・神奈川宿を中心に栄え、横浜駅北側の繁華街「鶴屋町」地区、下町情緒が残る臨海部や「六角橋」地区等、海側の運河・埠頭地域から内陸のベッドタウンに至るまで多様な顔をもつ。多くの鉄道路線や幹線道路が縦横にはしる交通の要所であり、横浜駅や横浜みなとみらい21が近いことから、近年再開発により人口流入が激しい、およそ23万人が暮らす横浜市神奈川区ほぼ全域の治安を担っている。（横浜駅西口一帯は警察本部により、隣接する戸部警察署と合同の歓楽街総合対策重点取締地区に指定されている。）
管内に横浜ノース・ドックの他、Aleph（旧オウム真理教）横浜施設や朝鮮総連神奈川県本部、朝鮮学校等の警備対象施設も存在する。また、毎年各種デモ活動等が頻繁に行われることから、直轄警察隊（管区機動隊）が配備されている。
正月には毎年恒例の箱根駅伝が通過するため、署員総出で沿道警備にあたる。
他の神奈川県警察施設として、管轄区域内には地域部自動車警ら隊の西神奈川分駐所や、主に首都高速神奈川1号横羽線を管轄する高速道路交通警察隊の東神奈川連絡所も存在する。

## 所在地
- 横浜市神奈川区神奈川二丁目15番地の3
- 最寄駅
  - 京急本線 京急東神奈川駅
  - JR京浜東北線・横浜線 東神奈川駅

## 管轄区域
- 横浜市神奈川区（瑞穂町、鈴繁町、山内ふ頭を除く。）

## 沿革
- 1877年2月 堺町警察署神奈川分署を開設。
- 1878年2月 横浜堺警察署神奈川分署に改称。
- 1882年7月11日 横浜警察署神奈川分署に改称。
- 1884年6月27日 神奈川警察署に昇格。
- 1887年1月1日 橘樹郡警察署に改称。
- 1893年12月1日 神奈川警察署に改称。
- 1906年11月1日 川崎警察署を分署。
- 1911年4月1日 現在地に移転。
- 1919年8月 保土ケ谷警部補派出所（現・保土ケ谷警察署）を戸部警察署へ管轄を変更。
- 1923年12月27日  鶴見警察署を分署。
- 1926年6月10日 高津警察署を分署。
- 1948年
  - 3月7日 警察法の公布に伴い、自治体警察として横浜市警察が発足。横浜市神奈川警察署となる。
  - 10月1日 菊名巡査駐在所を廃止し、菊名・神奈川通の各巡査派出所を新設。
- 1955年7月1日 横浜市警察が神奈川県警察に統合されたことに伴い、神奈川県神奈川警察署となる。
- 1967年4月1日 港北警察署を分署。
- 1975年12月15日 現庁舎が落成。
- 2018年 栗田谷交番を廃止（県有財産として売却され2023年4月からカフェに改装）[1]。
- 2022年4月1日 新子安交番を廃止[2]（神奈川区新子安二丁目2番30号）。

## 組織
署員数は300名以上
- 署長（警視正）
- 副署長（警視）
- 地域担当次長（警視）
- 会計担当次長（警視相当職）
- 刑事兼生活安全担当次長（警視）
- 警務課 - 警務係、住民相談係
- 留置管理課（平成28年度新設） - 管理係
- 会計課 - 会計係
- 生活安全課 - 防犯少年係、経済保安係
- 地域第一課 - 地域企画係、地域係
- 地域第二課 - 地域係
- 地域第三課 - 地域係

（警ら用無線自動車4台、小型警ら車4台）
- 刑事第一課 - 刑事総務係、強行犯係、盗犯係、鑑識係
- 刑事第二課 - 知能犯係、暴力犯係、薬物銃器対策係、国際犯係
- 交通課 - 交通総務係、交通捜査係、交通指導係
- 警備課 - 公安係、外事係、直轄警察隊

（11課体制）
※「神奈川県警察の組織に関する規則（昭和44年神奈川県公安委員会規則第2号）」を参考にした。

## 交番
- 東神奈川駅前交番　神奈川区東神奈川一丁目13番地12
- 神奈川通交番　神奈川区新町15番地7
- 入江交番　神奈川区入江一丁目31番31号
- 神之木交番　神奈川区神之木町17番3号
- 大口駅前交番　神奈川区大口通133番地3
- 浦島丘交番　神奈川区白幡東町26番4号
- 白幡交番　神奈川区白幡東町1番1号
- 西神奈川交番　神奈川区西神奈川一丁目19番地1
- 六角橋交番　神奈川区六角橋一丁目14番4号
- 神大寺交番　神奈川区神大寺四丁目23番17号
- 三ツ沢交番　神奈川区三ツ沢中町4番24号
- 沢渡交番　神奈川区泉町8番地9
- 反町交番　神奈川区反町2丁目13番地6
- ポートサイド交番　神奈川区大野町1番地20
- 羽沢交番　神奈川区羽沢町1003番地9
- 菅田交番　神奈川区菅田町909番地3

## 自動車ナンバー自動読取装置（Nシステム）
- 神奈川区桐畑（第二京浜）
- 神奈川区西神奈川一丁目（国道1号）
- 神奈川区入江一丁目（国道1号）
- 神奈川区新子安二丁目（国道1号）
- 神奈川区新町（国道15号）
- 神奈川区浦島町（国道15号）
- 神奈川区子安通1丁目（国道15号）
- 神奈川区六角橋一丁目（県道12号）
- 神奈川区三枚町（県道13号）
- 神奈川区羽沢町（県道13号）
- 神奈川区西寺尾一丁目（一般市道）

## 過去の重大事件・事故
- 横浜事件（中央公論への弾圧） - 1944年、編集方針が左翼的であるとして編集長であった小森田一記を逮捕。16畳の監房に26人を押し込める劣悪な環境で取り調べを行った[3]。
- 第二京浜トラック爆発事故
- 神奈川朝鮮人学校事件
- 第二京浜ガス爆発事故
- 東峰十字路事件 - 1971年9月16日に行われた成田空港予定地の代執行警備において、神奈川署含む県内各警察署に勤務する警察官で臨時編成された機動隊が現地に派遣され、空港反対派の武器検索と検問などの後方支援に従事した。

代執行開始直後、少人数に分散した状態で反対派の若手農民や過激派学生集団の襲撃を受け、多数の重軽傷者を出し潰走した。この衝突で、神奈川署員で構成された小隊が孤立し、集中攻撃を受け外勤課に所属していた警察官が3名殉職する被害を受けた。
- 大口病院連続点滴中毒死事件